# Спитакия
Спитакия (на гръцки: Σπιτάκια) е село в Гърция, част от дем Бешичко езеро (Волви) в област Централна Македония с 34 жители (2001).

## География
Спитакия е разположено между Лъгадинското и Бешичкото езеро, на изток от Перистерона и на запад от Стивос.